# جاوديمبري
جاوديمبري (بالفرنسية: Gaudiempré)‏ هي بلدية تقع في إقليم باد كاليه من منطقة نور با دو كاليه في شمال فرنسا. تبلغ مساحة هذه المدينة 6.26 (كم²)، وترتفع عن سطح البحر 158 م، يبلغ عدد سكانها 187 نسمة حسب إحصاء المعهد الوطني للإحصاء والدراسات الاقتصادية سنة 2009 م. وترأس Siméon Ménuge البلدية خلال فترة (2008-2014).